# Jānis Paipals
Jānis Paipals (Gulbene, 28 september 1983) is een Lets langlaufer. Hij vertegenwoordigde zijn vaderland op de Olympische Winterspelen 2010 in Vancouver en op de Olympische Winterspelen 2014 in Sotsji.

## Carrière
In 2010 nam Paipals een eerste keer deel aan de Olympische winterspelen. In Vancouver eindigde hij 62e en laatste in de kwalificaties van de sprint. Eerder was hij al 72e geëindigd op de 15 kilometer. In de 30 kilometer achtervolging werd hij gedubbeld.
Paipals maakte zijn wereldbekerdebuut op 11 januari 2014 op het sprintnummer in Nové Město. Hij behaalde nog geen wereldbekerpunten. 
Tijdens de Olympische Winterspelen 2014 in Sotsji eindigde Paipals als 71e op de spint. Op de 15 kilometer klassieke stijl haalde hij de eindmeet niet.

## Resultaten

### Olympische Winterspelen
| Jaar | Plaats    | Resultaten                                               |
| ---- | --------- | -------------------------------------------------------- |
| 2010 | Vancouver | 62e Sprint 72e 15 km vrije stijl LPD 30 km achtervolging |
| 2014 | Sotsji    | 71e Sprint DNF 15 km klassiek                            |

### Wereldkampioenschappen
| Jaar | Plaats  | Resultaten                         |
| ---- | ------- | ---------------------------------- |
| 2009 | Liberec | 67e Sprint DNF 30 km achtervolging |